# Okres Hegyhát
Okres Hegyhát (maďarsky Hegyháti járás) (bývalý Okres Sásd) je okres v jižním Maďarsku v župě Baranya. Jeho správním centrem je město Sásd.

## Sídla
V okrese se nachází celkem 25 měst a obcí.
Města
- Mágocs
- Sásd

Obce
| - Ág - Alsómocsolád - Bakóca - Baranyajenő - Baranyaszentgyörgy - Felsőegerszeg - Gerényes - Gödre | - Kisbeszterce - Kishajmás - Kisvaszar - Mekényes - Meződ - Mindszentgodisa - Nagyhajmás - Palé | - Szágy - Tarrós - Tékes - Tormás - Varga - Vásárosdombó - Vázsnok |